# Pooja Chaudhary
Pooja Chaudhary (Hindi पूजा चौधरी; * 17. Juni 2002) ist eine indische Leichtathletin, die sich auf den Mittelstreckenlauf spezialisiert hat.

## Sportliche Laufbahn
Erste internationale Erfahrungen sammelte Pooja Chaudhary im Jahr 2019, als sie bei den Jugendasienmeisterschaften in Hongkong in 2:09,32 min die Silbermedaille im 800-Meter-Lauf gewann. 2021 kam sie bei den U20-Weltmeisterschaften in Nairobi mit 2:10,66 min und 4:37,85 min jeweils nicht über die Vorrunde über 800 und 1500 Meter hinaus und 2025 gewann sie bei den Asienmeisterschaften in Gumi in 4:10,83 min die Silbermedaille im 1500-Meter-Lauf hinter der Chinesin Li Chunhui. Zudem sicherte sie sich über 800 Meter in 2:01,89 min die Bronzemedaille hinter der Chinesin Wu Hongjiao und Rin Kubo aus Japan.

## Persönliche Bestleistungen
- 800 Meter: 2:01,89 min, 31. Mai 2025 in Gumi
- 1500 Meter: 4:09,52 min, 16. Juni 2023 in Bhubaneswar